# Ida Kamińska
Ida Kamińska (Odessa, 18 de setembro de 1899 – Nova Iorque, 21 de maio de 1980) foi uma atriz polonesa. Foi indicada ao Oscar de melhor atriz na edição de 1966 por interpretar Rozalia Lautmannová no filme tchecoslovaco Obchod na korze.

## Morte e legado
Ida Kamińska morreu em decorrência de uma doença cardiovascular em 1980, com oitenta anos. Seu marido, Meir Melman, havia falecido dois anos antes, em 1978. Ela foi enterrada no cemitério judaico Mount Hebron em Nova Iorque. Em 2014, o Teatro Jewish em Warsaw realizou uma exibição especial em sua homenagem, em destaque às interpretações e às fotografias.